# Gladde functie

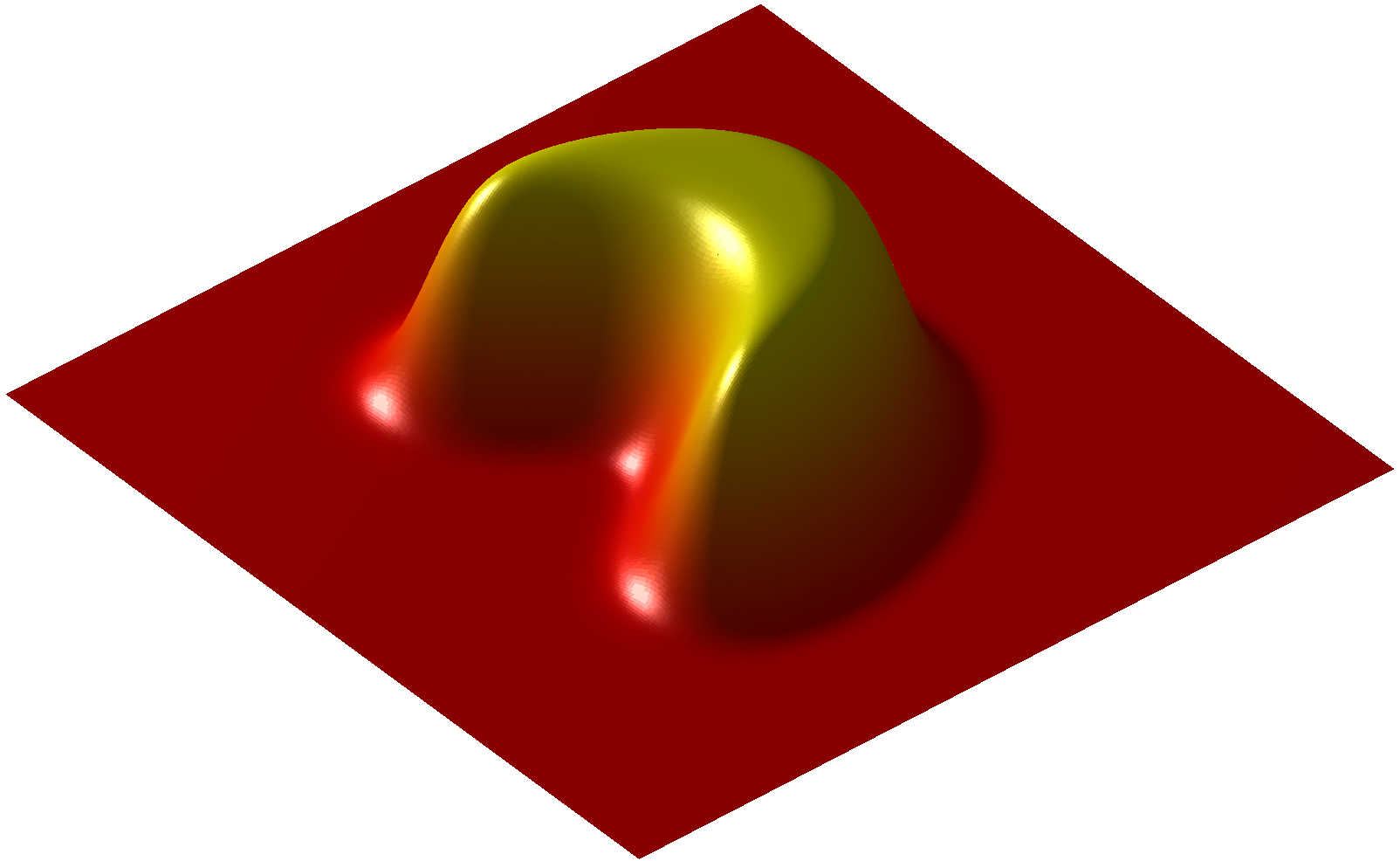
Een bultfunctie is een gladde functie met een compacte drager

In de analyse is een gladde functie een functie die oneindig vaak (willekeurig vaak) differentieerbaar is. Een gladde functie behoort daarmee tot de hoogste differentieerbaarheidsklasse, {\displaystyle C^{\infty }}. Het woord glad doelt op het gladde, zeer gelijkmatige verloop van de grafiek van zo'n functie.

## Voorbeelden
De functie
{\displaystyle f(x)={\begin{cases}x&{\mbox{voor }}x\geq 0,\\0&{\mbox{voor }}x<0\end{cases}}}

De -functie voor en anders 0

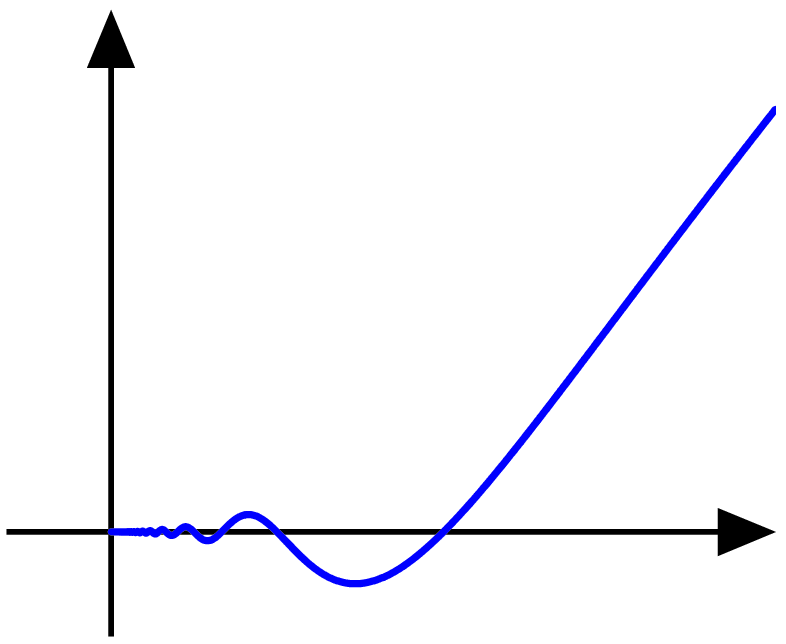
De functie voor

is continu, maar niet differentieerbaar als {\displaystyle x=0}. De functie is daarom van differentieerbaarheidsklasse {\displaystyle C^{0}} en niet van differentieerbaarheidsklasse {\displaystyle C^{1}.}
De functie
{\displaystyle f(x)={\begin{cases}x^{2}\sin {({\tfrac {1}{x}})}&{\mbox{voor }}x\neq 0,\\0&{\mbox{voor }}x=0\end{cases}}}
is differentieerbaar, met afgeleide
{\displaystyle f'(x)={\begin{cases}-\cos {({\tfrac {1}{x}})}+2x\sin {({\tfrac {1}{x}})}&{\mbox{voor }}x\neq 0,\\0&{\mbox{voor }}x=0\end{cases}}}
Omdat de functie {\displaystyle \cos(1/x)} oscilleert als {\displaystyle x} tot nul nadert, is {\displaystyle f'} niet continu in nul. De functie {\displaystyle f} is wel differentieerbaar, maar niet van differentieerbaarheidsklasse {\displaystyle C^{1}}. 
De functie
{\displaystyle f(x)=x^{3/2}\sin({\tfrac {1}{x}})\quad {\mbox{voor }}x\neq 0}
kan worden gebruikt om te laten zien dat de afgeleide van een differentieerbare functie onbegrensd kan zijn op een compacte verzameling en dat een differentieerbare functie op een compacte verzameling daarom niet lokaal lipschitz-continu hoeft te zijn.

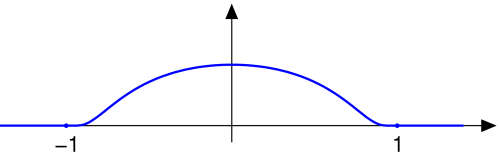
Een gladde functie die niet analytisch is

De exponentiële functie is analytisch, dus van differentieerbaarheidsklasse {\displaystyle C^{\infty }}. De goniometrische functies zijn analytisch, hoe ze ook zijn gedefinieerd.
De functie 
{\displaystyle f(x)={\begin{cases}e^{-1/(1-x^{2})}&{\mbox{ voor }}|x|<1,\\0&{\mbox{ anders }}\end{cases}}}
is glad, dus van klasse {\displaystyle C^{\infty }}, maar is niet analytisch op {\displaystyle x=\pm 1}, en is dus niet van klasse {\displaystyle C^{\omega }}. De functie {\displaystyle f} is een voorbeeld van een gladde functie met compacte ondersteuning.

## Analyse
Hoewel alle analytische functies glad zijn op de verzameling waarop zij analytisch zijn, laat het bovenstaande voorbeeld zien dat het omgekeerde niet waar is voor functies op de reële getallen: er bestaan gladde reële functies die niet analytisch zijn. Hoewel het lijkt dat dit soort functies eerder uitzondering dan regel zijn, blijkt dat de analytische functies dun verspreid zijn in verhouding tot de gladde functies. Er bestaan voor iedere open deelverzameling {\displaystyle A} van de reële getallen gladde functies die analytisch op {\displaystyle A} zijn, maar nergens anders.
Deze situatie is anders bij de complex differentieerbare functies. Wanneer een complexe functie {\displaystyle f} een keer op een open verzameling {\displaystyle A} kan worden gedifferentieerd, kan {\displaystyle f} op {\displaystyle A} oneindig vaak worden gedifferentieerd en is analytisch.